# 俾斯麥號戰艦的最後一戰
俾斯麥號戰艦的最後一戰於1941年5月26日至5月27日，在法國布雷斯特以西大約560公里處展開。雖然這是一場戰艦之間的決定性海戰，卻沒有普遍接受之名稱。
該戰役丹麥海峽海戰的後續，1941年5月24日，“俾斯麥號”和護送她的重巡洋艦歐根親王號已經擊沉了著名的英國戰艦胡德號和擊傷另1艘戰艦威爾斯親王號，迫使它退出戰鬥。這次戰鬥後，“俾斯麥號”被皇家海軍和皇家空軍的船隻和飛機追擊了兩天。最終在5月26日晚上，它的舵機因被魚雷轟炸機攻擊而報廢並於次日早上被官兵自行鑿沉。(也有資料顯示為被多數英軍炮彈擊沉，還有該艦沉船後艦員全數死亡，因為英國對該艦怨恨極深，打完就離開了現場)

## 回顧
在丹麥海峽海戰中，“俾斯麥號”的油箱已經損壞，它意圖駛至布雷斯特港口進行維修。她的同伴，重巡洋艦歐根親王號，留下來繼續進一步進入大西洋。行動開始後，“俾斯麥號”，躲避了追擊的英軍（“威爾士親王號”和重巡洋艦“諾福克號”和“薩福克號”），在26日下午被1架巡邏的英國飛機發現。它包括4個主要階段。第1階段由魚雷轟炸機從英國航空母艦皇家方舟號進行空襲，鱼雷机的攻擊击中了“俾斯麥號”的舵機，使其方向舵无法转向。第2階段是由英國驅逐艦在夜晚緊釘及騷擾“俾斯麥號”，沒有任何船舶受到嚴重損害。第3階段是由英國戰艦英王喬治五世號和羅德尼號於27日上午在巡洋艦支援下進行攻擊。經過約90分鐘的戰鬥，“俾斯麥號”在被砲火擊中、魚雷命中而失去战斗力后打开通海阀自沉。在英國方面，“羅德尼號”被友軍砲火誤傷和自己的砲管發生爆炸而受損。 英軍戰艦在撤退前救起了110名“俾斯麥號”的生還者，由於U型潛艇迫近，因此留下幾百個生還者。在最後階段撤出的英國艦隻遭到納粹德國空軍的襲擊，英軍損失了驅逐艦馬绍那號。德軍艦隻及U艇到達沉船現場，並救起了另外5名生還者。

## 背景

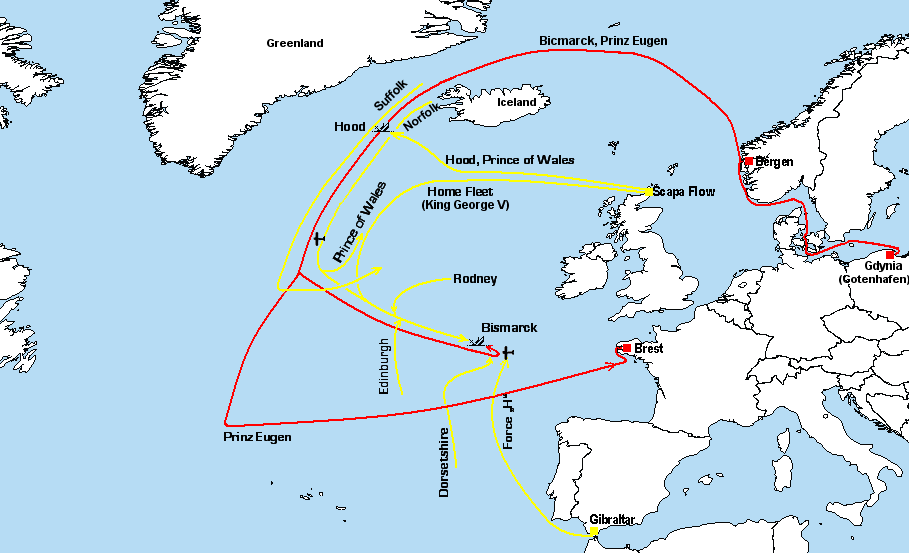
“萊茵河演習行動”及皇家海軍追擊俾斯麥號戰艦的地圖

由於決心為在丹麥海峽海戰被擊沉的“海軍的驕傲”胡德號復仇，英國海軍派出所有可用的單位追捕“俾斯麥號”。舊式的復仇級战列舰拉米利斯號脫離格陵蘭島東南的護航任務，並責令其攔截“俾斯麥號”以防止它嘗試突襲進入北美的海上航線。
“威爾士親王號”及巡洋艦“諾福克號”和“薩福克號”仍然在該地區的海面和尾隨德國船舶。一支英國艦隊，包括戰艦“英王喬治五世號”、航空母艦“勝利號”和他們的護航艦隊，在“胡德號”未沉沒前從斯卡帕灣起航。戰艦“羅德尼號”在24日起脫離護航任務。
在5月24日傍晚，從航空母艦勝利號起飛、隸屬第825海軍航空中隊的一群劍魚式雙翼魚雷轟炸機在尤金·艾蒙德中校領導下展開攻擊。其中1枚魚雷命中，但只對“俾斯麥號”的裝甲造成表面的輕微損害。
“俾斯麥號”一直在英軍巡洋艦隊的長途監視下，至5月25日凌晨3時左右，她趁著對手作鋸齒狀航行時，“俾斯麥號”作了近270°右舷轉向，因此英軍巡洋艦隊的雷達失去俾斯麥號的踪影，俾斯麥號遂前往在法國的德國海軍基地。雖然與俾斯麥號失去了接觸4個小時，但或許是因為英國的雷達發揮作用，或是德國人運氣差，至今仍不清楚原因，德軍海軍上將君特·吕特晏斯向總部發出的長達30分鐘的無線電訊息遭到截聽，從而使英國及時得知俾斯麥號大約前往的目的地。然而，一個錯誤出現在當時追擊德國人的英王喬治五世號戰艦上：它誤算“俾斯麥號”的位置，導致追擊方向轉往過於遙遠的北方。俾斯麥號因此能夠在5月25日至26日不受阻礙地駛向法國以尋求德國空軍及海軍驅逐艦的海空保護。現在，燃料正在成為雙方主要關注的問題。

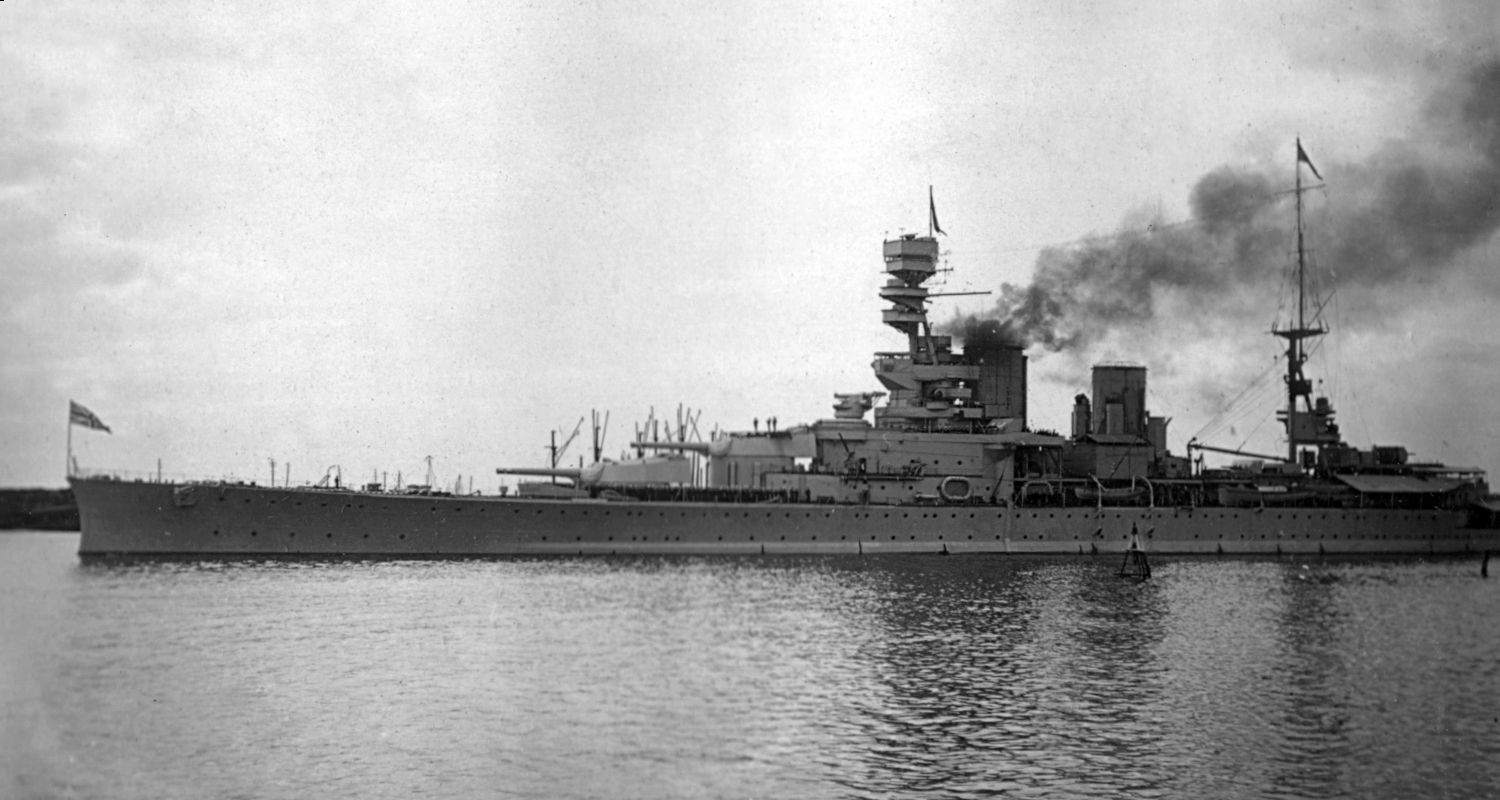
“名望號”戰列巡洋艦

英軍在5月26日碰上好運氣。上午中旬英國皇家空軍空防司令部第209中隊在大西洋上空飛行的卡特琳娜水上飛機，從北愛爾蘭湖厄恩的皇家空軍阿奇代爾城堡基地起飛以飛越多尼戈爾走廊，這是愛爾蘭政府秘密提供的1條小走廊， 該飛機由美國海軍後備隊觀察員倫納德·B·史密斯少尉駕駛， 終於發現了俾斯麥號（藉由跟蹤由俾斯麥號破損油箱所漏出的浮油痕跡），並向英國皇家海軍司令部報告了俾斯麥號的位置。從那時起，英軍掌握了俾斯麥號的位置，雖然俾斯麥號的速度顯著變慢，但英軍仍派出為數眾多的各式軍艦前往追擊，希望阻止俾斯麥號進入德軍飛機的保護範圍。目前英軍將所有的希望都寄託在H艦隊身上，其主要軍艦是航空母艦皇家方舟號、第一次世界大戰時代的戰鬥巡洋艦聲望號及巡洋艦謝菲爾德號；海軍上將詹姆斯·薩默維爾指揮的H艦隊，已從直布羅陀北上。

## 26日晚上至27日

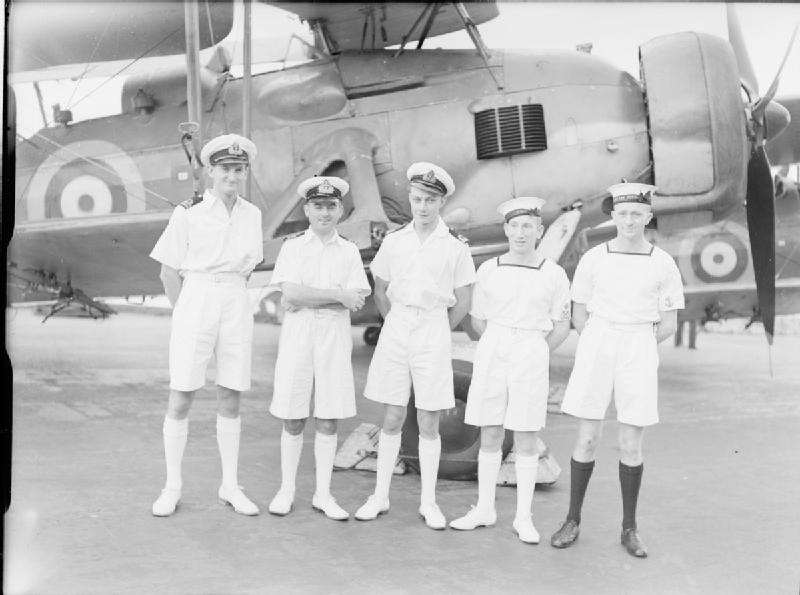
5名機組人員，他們在攻擊俾斯麥號的劍魚式飛機前拍照

當日傍晚黃昏，在惡劣的天氣條件下，劍魚式飛機從皇家方舟號航空母艦起飛發動攻擊。第一波攻擊誤將H艦隊中奉命接近及騷擾俾斯麥號的英艦謝菲爾德號當作攻擊目標。雖然此事件令機隊損失了寶貴的時間，但卻證明了這次的誤攻有利於英國，因為攻擊謝菲爾德號的魚雷磁性雷管無法正常運作，皇家方舟號航空母艦決定後續攻擊所使用的魚雷均改搭配接觸式雷管，不再使用磁性雷管，這項決定避免了之後再產生無效魚雷攻擊的可能。儘管天色已晚，英軍決定再次出擊，這波空中攻擊幾乎在黑暗中進行，在晚上9時左右，劍魚式魚雷轟炸機再次藉由ASV II式雷達發現俾斯麥號。由約翰·莫法特駕駛的劍魚式魚雷轟炸機所投下的1枚魚雷擊中目標，令俾斯麥號的方向舵及舵機被卡在距離端口15°，造成俾斯麥號最初只能夠在海上不斷繞圈。艦上人員修復方向舵的努力失敗， 俾斯麥號在當時8級風力和海況下試圖輪流使用3道傳動軸的力量，這導致俾斯麥號被迫航向英王喬治五世號和羅德尼號的方向，而這2艘英軍本土艦隊的戰艦，正從西面追擊俾斯麥號。 5月26日晚上11時40分，吕特晏斯各向西部集團軍的德軍指揮部發出信號：“艦身無法操縱，我們將戰鬥到最後一枚彈藥，元首萬歲。”
縱觀這天晚上，俾斯麦號受到部落級驅逐艦哥薩克號、錫克號、毛利號、祖魯號及波蘭驅逐艦雷电號不斷地魚雷攻擊，雖然沒有任何一枚魚雷擊中俾斯麥號，但俾斯麥號的高階軍官擔心英軍的騷擾戰術恐拖垮德軍的士氣，並使已經筋疲力盡的艦上官兵更加疲勞。

## 擊沉俾斯麥號

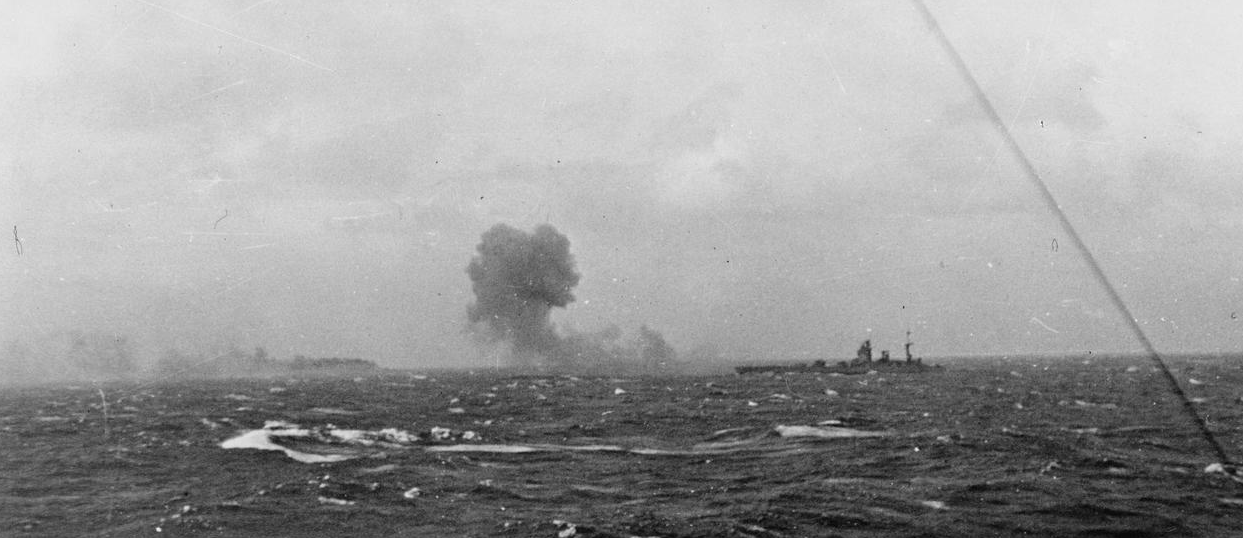
罗德尼号在远处炮击俾斯麦号

1941年5月27日星期二上午天空深沉灰暗，海平面上升及撕裂的風從西北面吹來。因为這場西北風，托維認為迎風進攻俾斯麥是不可行的。他決定向西北行進。敵艦繼續向北轉向，而他從相反的航路部署到南面大約15,000碼（14,000）。之後從118度方向在25,000碼（23,000）距離外看見俾斯麥號。
兩艘英軍戰艦羅德尼號和英王喬治五世號並進靠近俾斯麥號，俾斯麥號被背後早晨的太陽照亮。羅德尼號開往北面，開火攻擊俾斯麥號的艦舷，而喬治五世號位於另一側，隨後也向俾斯麥號發砲攻擊。兩艘英軍戰艦在早上9時前開火，俾斯麥號雖也還擊，但卻因無法转向和艦身向左舷倾斜的因素而嚴重影響射擊精度，而俾斯麥號減速至時速7海里（13）也使其成為一個易瞄準的目標，俾斯麥號很快就被擊中數次。重巡洋艦諾福克號和多塞特郡號亦加入戰局開火射擊俾斯麥號，諾福克號一次齊射，摧毀了俾斯麥號的前部艦橋与光学测距仪，殺死許多德軍高級軍官。大约26分钟內，俾斯麦号共计被命中2发8英寸砲弹、5发14英寸砲弹和4发16英寸砲弹，2座前主砲塔、舰桥及前、后测距仪相继被摧毁，这意味着俾斯麥號继丧失有效的机动能力之后，又丧失了统一的指挥与火控，基本上失去了戰鬥力，並且逐漸下沉。其後羅德尼號以更近距離（約3公里）攻擊俾斯麥號的上層結構，而英王喬治五世號也持續開火，其砲火以更垂直的角度擊中俾斯麥號，使砲彈更容易穿透至甲板。
俾斯麥號的艦旗仍然飄揚。儘管雙方戰鬥力量已失去平衡，但俾斯麥號丝毫沒有投降的跡象，所以英國海軍不願駛離俾斯麥號，一直到俾斯麥號明显已经無法抵達法國時，英軍戰艦羅德尼號、英王喬治五世號及驅逐艦群才被遣回。諾福克號已經用磬所有魚雷，而多塞特郡號射出4顆魚雷可能在相對近的距離擊中俾斯麥號，如此卻反而幫倒忙，雖然在俾斯麥號的上層結構已幾乎完全遭到摧毀，但其引擎仍可運作，且當時船體仍然健全，因此為避免被英軍俘獲，俾斯麥號倖存的軍官發出鑿沉和棄船的命令，許多艦上官兵落入水中。
俾斯麥號在當日早上10時40分沉沒。
英軍的多塞特郡號和毛利號試圖營救倖存者，但U艇出現的警報導致他們在駛離現場前只能救起110名俾斯麥號的官兵，原本2,200名俾斯麥號官兵的大部分仍留在海面上。第二天早上，德軍潛艇U-74號被派來試圖尋找俾斯麥號的航海日誌（該艇亦從遠處聽到下沉的聲音），這艘德軍潛艇和另一艘德國氣侯觀測船阿亥茵貝克號僅救起另外5名生還者。

## 餘波
俾斯麥號沉沒後，英國海軍約翰·托維上將說：“俾斯麥號致力抵抗數倍於己的敵人，她表現出最英勇的戰鬥精神，更無愧於昔日的德意志帝國海軍，她下沉時旗幟仍然飄揚。”英國海軍本部委員會發出訊息感謝參與人員：
樞密院祝賀三軍總司令、本土艦隊及其他有關單位在不懈的追擊下，成功摧毀敵人最強大的軍艦。有關胡德號及其艦隊之損失，我深感遺憾。由於報復摧毀敵人之軍艦，令大西洋的貿易和我們的盟友更安全。根據目前的資訊，樞密院也讚賞勝利號及皇家方舟號的艦隊航空兵，如果沒有他們的英勇、技能和奉獻精神，我們可能無法達成目標。
由於不知道俾斯麥號的命運，德軍西部集團軍指揮部在幾個小時內仍持續向俾斯麥號發出信號，直到路透社報導來自英國的消息，始知俾斯麥號已經沉沒。在英國，下議院在當日下午較早時分即獲知俾斯麦号已經沉沒。
戰鬥結束後，英國軍艦把俾斯麥號的生還者帶回到英國。經過漫長的審訊和處理，生還者在後來的戰爭期間成為戰俘。虽然没有英國軍艦在最終擊破俾斯麥號的行動中被俾斯麦号擊沉，但英軍驅逐艦馬紹那號在翌日撤退時被納粹德國空軍擊沉。
俾斯麦号的沉没對英國政府來說是一個喜訊：俾斯麥號沉沒可以分散公眾對英軍地中海艦隊在克里特島戰役期間遭受慘重損失的注意力（其中巡洋艦加爾各答號、斐濟號、告士打號、紐約號和驅逐艦灰狗號、赫里福德號、帝國號、朱諾號、凱利號和克什米爾號被擊沉）。此時皇家海軍地中海艦隊所剩兵力，分別是航空母艦可畏號、戰艦巴勒姆和厭戰號、驅逐艦開爾文號和努比亞號、巡洋艦阿賈克斯號、俄里翁號、珀斯號和惡作劇號，必須以此殘存力量來對抗意大利皇家海軍的4艘戰艦和11艘巡洋艦。